# Манаджі Ангрія II
Манаджі Ангрія II (д/н —1817) — політичний та військовий діяч маратхів, саркхел (адмірал) в 1793—1817 роках.

## Життєпис
Старший син саркхела Раґоджі Ангрії та Ананді Баї Бхонсле. На час смерті батька у 1793 році був ще дитиною. Тому владу перебрав його зведений брат Джай Сінґх, отримавши титул карбхарі (хранителя, на кшталт регента). Останній вирішив позбутися впливу пешви. Цим вирішила скористатися Ананді Баї, що звернулася по допомогу до Мадхав Рао II. Фактичний правитель Нана Фарнавіс відправив проти карбхарі війська, які у битвах біля Сангами і Сакхари зазнали поразки, але зуміли знищити значну частину флоту Ангрії.
Ананді Баї не змирилася з невдачею, зібравши нові війська, взяла в облогу Джай Сіннґха в Колабі, де той тримався 4 місяці, після чого відступив до Алібагу, де зазнав нищівної поразки. За цим утік до Пуни, а Ананді Баї стала новим карбхарі при Мананджі Ангрії II.
Проте Санкувар Баї, дружина Джай Сінґха, виступила проти карбхарі, захопивши Наґотану. 1796 року повернувся Джай Сінґх, який у битві біля Чеула завдав поразки Мананджі та його матері. Саркхел утік до Махади під захист військ пешви, а Ананді Баї померла від розпачу.
Джай Сінґх став готуватися до війни проти Мананджі Ангрії II, що дістав допомогу від Нани Фарнавіса. Регент звернувся до свого стрийка Бабурао, що був головнокомандувачем військ магараджі Даулат Рао Скіндії.
Бабурао прибув до Алібагу, куди запросив Джай Сінґха, Мананджі Ангрію II та його брата Канходжі, оголосивши про намір їх замирити. Натомість підступно захопив їх, а потім усі володіння, плануючи стати новим саркхелом. Проти нього повстала Санкувар Баї, яка захопила форт Хандері.
1799 року Мананджі Ангрія II зумів утекти до Пуни, де отримав війська. Але біля Чеули й Наготни зазнав поразок, потрапивши у полон. Тут перебував до самої смерті Бабурао у 1813 році. Зумів звільнитися та відновитися у владі, перемігши 1814 року Касі Баї, удову Бабурао. За визнання його пешвою Баджі Рао II передав тому острів Хандері та 12 сіл, що давали щорічний дохід у 10 тис. рупій.
До кінця життя намагався відновити господарства та поселення в своїх володіннях. Проте щорічний дохід держави Ангрії впав до 3 млн рупій. Помер Мананджі Ангрія II 1817 року. Спадкував син Раґоджі Ангрія II.